# Sand unter den Füßen
Sand unter den Füßen ist ein deutscher Fernsehfilm der Frühling-Filmreihe von Dirk Regel, der am 3. März 2019 erstmals im ZDF ausgestrahlt wurde.
Der Film erzählt die Geschichte der Dorfhelferin Katja Baumann, gespielt von Simone Thomalla, die Familien in Notsituationen zur Seite steht und gleichzeitig versucht Frühling in die Herzen der Menschen zu tragen. Es ist der 22. Film einer Reihe, in deren Mittelpunkt die Menschen des Dorfes mit Namen Frühling stehen.
Marco Girnth ist in einer wiederkehrenden Rolle als Tierarzt Mark Weber besetzt sowie Caroline Ebner als Ärztin Dr. Schneiderhahn,  Johannes Herrschmann als Pfarrer Sonnleitner und Cristina do Rego als Tierärztin Dr. Filippa Furtado sowie Kristo Ferkic als Adrian Steinmann. Die Haupt-Gaststars dieser Folge sind Grit Boettcher als Elisa Schneiderhahn, die Mutter der Ärztin sowie Tessa Mittelstaedt, Irene Böhm und Katja Brenner.

## Handlung
Tierarzt Mark Weber ist auf dem Rückweg von Katjas Überraschungsparty zu deren Geburtstag und kollidiert mit einem Pferd. Obwohl er eigentlich auf dem Weg nach Leipzig ist, gibt er der jungen Reiterin Charlotte das Versprechen, ihren Hengst Henry wieder gesundzupflegen. Er ahnt nicht, dass er sich dabei mit Charlottes Mutter Luisa massiv auseinandersetzen muss, weil sie das Tier keinesfalls behandeln lassen will. Sie hält den Hengst für gefährlich und gibt ihm die Schuld an dem tödlichen Reitunfall ihres Mannes vor einem Jahr. Mark ist klar, dass er nun für eine Weile in Frühling bleiben muss und so schlägt er vor, Henry für die Dauer der Behandlung bei sich aufzunehmen und gemeinsam mit Filippa kümmert er sich aufopfernd um das Tier, das offensichtlich unter der Ablehnung seiner Besitzerin leidet. Mark erfährt, dass sich Charlottes Mutter zum Teil selbst eine Mitschuld am Unfall ihres Mannes gibt. Deshalb hofft er, dass Luisa und Henry wieder zueinanderfinden und dies die Lösung für das gesamte Problem sein könnte.
Die Dorfhelferin Katja Baumann kümmert sich wie immer um Leute in der Gemeinde Frühling, die ihre Hilfe benötigen. Diesmal geht es um die Ärztin Dr. Schneiderhahn, mit der Katja auch privat befreundet ist. Dr. Schneiderhahn sorgt sich um ihre Mutter Elisa, die an einem inoperablen Hirntumor leidet und nicht mehr lange zu leben hat. Katja hilft bei der Pflege der alten Dame und erfährt dabei von deren sehnlichstem Wunsch. Elisa möchte zu gern noch einmal auf die Insel Sylt, wo sie mit ihrem inzwischen verstorbenen Mann besonders glückliche Zeiten erlebt habe. Um Elisa ihren letzten Wunsch zu erfüllen, setzen Katja und Dr. Schneiderhahn alles in Bewegung, und mit Unterstützung von Klinikleiter Gabriel organisieren sie einen Rettungswagen, damit die alte Dame noch einmal das Meer sehen kann. Allerdings ist der Weg bis zur Nordsee dann doch zu weit und die Damen nehmen einfach den kürzeren Weg gen Süden nach Grado um ans Meer zu gelangen. Elisa hat die Schwindelei am Ende zwar bemerkt, ist aber dennoch glücklich noch einmal Sand unter den Füßen spüren zu dürfen.

## Produktionsnotizen
Die Episode wurde vom ZDF in Zusammenarbeit mit „Seven Dogs Filmproduktion“ und UFA Fiction produziert und im Rahmen der ZDF-„Herzkino“-Reihe ausgestrahlt. Die Dreharbeiten erfolgten vom 6. August bis 2. Oktober 2018 in Bayrischzell und Umgebung.

## Rezeption

### Einschaltquote
Bei der Erstausstrahlung am 3. März 2019 wurde Sand unter den Füßen in Deutschland von 5,39 Millionen Zuschauern gesehen, was einem Marktanteil von 16,2 Prozent entsprach.

### Kritik
Rainer Tittelbach von tittelbach.tv befand: „In dieser Episode“ wird gleich zwei Mal ein „Mutter-Tochter-Konflikt behandelt.“ Einen übernimmt wie gewohnt Dorfhelferin Katja, der andere fällt „in den Aufgabenbereich von Tierarzt Mark“. Was teils „angenehm auffällt: Baumann mischt sich zwar ständig ein, auch wenn sie gern beteuert, dass sie diese ganzen Familienangelegenheiten eigentlich nichts angehen [würden], die Probleme, die in Frühling warten, ergeben sich jedoch immer seltener allein aus ihrer Arbeit für die Einrichtung ‚Hand in Hand‘.“
Die Kritiker der Fernsehzeitschrift TV Spielfilm gaben dieser Folge den „Daumen gerade“ und waren der Meinung: „Freundlich formulierte Lebensweisheiten und Lektionen über das Loslassen – in seichtem Umfeld.“ Fazit: „Gut gemeint, nett gespielt, bieder erzählt.“